# 訃報 1992年1月
訃報 1992年1月（ふほう 1992ねん1がつ）では、1992年（平成4年）1月中に物故した、又は物故が報じられた人物についてまとめる。

## （1日 - 15日）

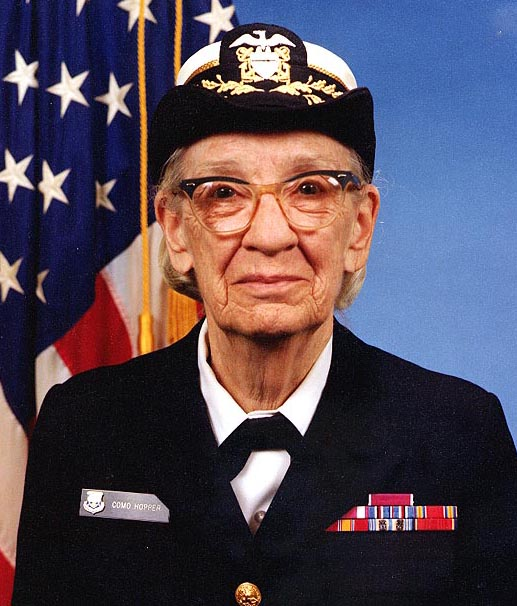
グレース・ホッパー / 1月1日没

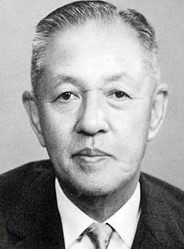
熊谷太三郎 / 1月15日没

- 1月1日 - グレース・ホッパー、プログラミング言語COBOL開発者として知られる計算機学者・アメリカ海軍少将（* 1906年）
- 1月1日 - 五代目上村吉彌、歌舞伎役者（* 1909年）
- 1月9日 - クロード・コーツ、美術監督（* 1913年）
- 1月11日 - 丹羽正治、松下電工名誉会長（* 1911年）
- 1月11日 - 森光明、オリエンタルランド第3代代表取締役社長（* 1923年）
- 1月12日 - ウォルト・モーレー、児童文学作家（* 1907年）
- 1月15日 - 熊谷太三郎、実業家・政治家（* 1906年）

## （16日 - 31日）

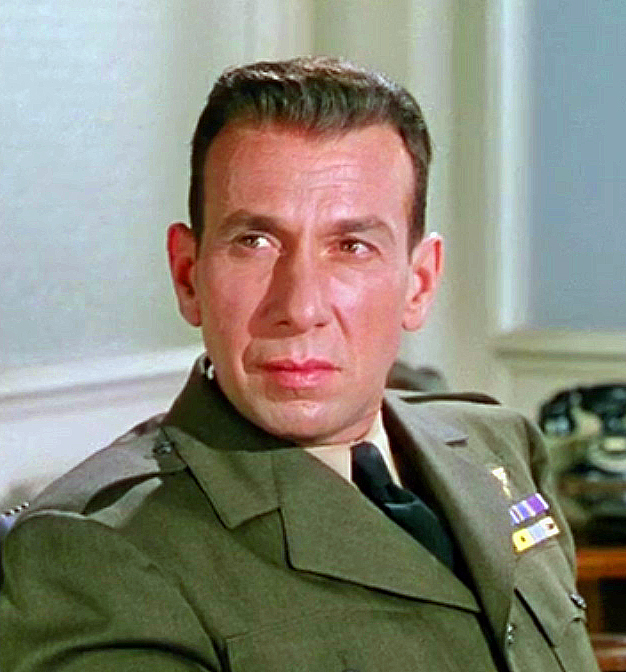
ホセ・フェラー / 1月26日没

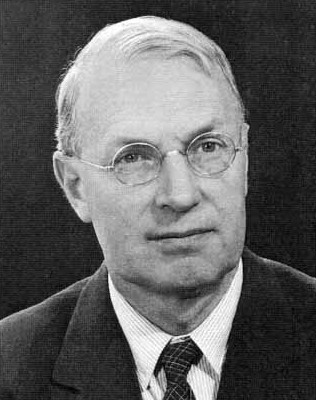
フランシス・バーチ / 1月30日没

- 1月16日 - 寿岳文章、英文学者（* 1900年）
- 1月16日 - 入江泰吉、写真家（* 1905年）
- 1月17日 - 赤坂小梅、芸者歌手（* 1906年）
- 1月17日 - 千葉英二、元プロ野球選手（* 1935年）
- 1月18日 - 田中重雄、映画監督（* 1907年）
- 1月21日 - チャンピオン・ジャック・デュプリー、ブルース・ピアニスト、シンガー（* 1910年）
- 1月25日 - 戸枝弘、歌人・作詞家（* 1914年）
- 1月26日 - ホセ・フェラー、俳優（* 1912年）
- 1月28日 - 高瀬将敏、殺陣師（* 1923年）
- 1月29日 - 井筒研一、元プロ野球選手（* 1919年）
- 1月30日 - フランシス・バーチ、地球科学者（* 1903年）